# Earl of Chesterfield
Earl of Chesterfield, in the County of Derby, war ein erblicher britischer Adelstitel in der Peerage of England.

## Verleihungen
Er wurde am 4. August 1628 für Philip Stanhope, 1. Baron Stanhope of Shelford geschaffen. Bereits am 7. November 1616 war er, ebenfalls in der Peerage of England, zum Baron Stanhope of Shelford, in the County of Nottingham, erhoben worden.
Da der älteste Sohn des 1. Earls, Henry Stanhope, Lord Stanhope, 1634 vor seinem Vater starb, erbte dessen Sohn 1656 den Titel als 2. Earl. Henry Stanhopes Witwe Katherine Stanhope, geborene Wotton, wurde am 29. Mai 1660 auf Lebenszeit zur Countess of Chesterfield erhoben. Dieser Titel erlosch bei ihrem Tod 1667.
Beim Tod des 12. Earls 1952 fielen die beiden Titel an dessen entfernten Verwandten James Stanhope, der bereits 7. Earl Stanhope nebst nachgeordneten Titeln war. Als auch dieser 1967 kinderlos starb, erloschen die Titel Earl of Chesterfield, Baron Stanhope of Shelford und Earl Stanhope.

## Liste der Earls of Chesterfield

### Earls of Chesterfield (1628)
- Philip Stanhope, 1. Earl of Chesterfield (1584–1656)
- Philip Stanhope, 2. Earl of Chesterfield (1634–1714)
- Philip Stanhope, 3. Earl of Chesterfield (1672–1726)
- Philip Stanhope, 4. Earl of Chesterfield (1694–1773)
- Philip Stanhope, 5. Earl of Chesterfield (1755–1815)
- George Stanhope, 6. Earl of Chesterfield (1805–1866)
- George Stanhope, 7. Earl of Chesterfield (1831–1871)
- George Stanhope, 8. Earl of Chesterfield (1822–1883)
- Henry Scudamore-Stanhope, 9. Earl of Chesterfield (1821–1887)
- Edwyn Scudamore-Stanhope, 10. Earl of Chesterfield (1854–1933)
- Henry Scudamore-Stanhope, 11. Earl of Chesterfield (1855–1935)
- Edward Scudamore-Stanhope, 12. Earl of Chesterfield (1889–1952)
- James Stanhope, 13. Earl of Chesterfield, 7. Earl Stanhope (1880–1967)

### Countess of Chesterfield (Life Peerage, 1660)
- Katherine Stanhope, Countess of Chesterfield († 1667)